# Galaktyki Czułki
Galaktyki Czułki (również Arp 244 lub Anteny) – układ dwóch bliskich zderzających się galaktyk: NGC 4038 oraz NGC 4039 znajdujących się w konstelacji Kruka w odległości 60 milionów lat świetlnych od Ziemi. Obie, wraz z kilkunastoma innymi galaktykami, należą do grupy galaktyk NGC 4038.
Ich nazwa pochodzi od długich smug gwiazd, gazu i pyłu, wyrzuconych z tych galaktyk w wyniku zderzenia, i wyglądających jak czułki u owada. Wraz z czułkami odstającymi od centralnej części zderzających się galaktyk, układ ten rozciąga się na przestrzeni 500 000 lat świetlnych. Jądra tych dwóch galaktyk łączą się, co w przyszłości doprowadzi do utworzenia jednej dużej galaktyki eliptycznej. Proces zderzenia rozpoczął się około 900 mln lat temu, a zakończy się za około 400 mln lat.

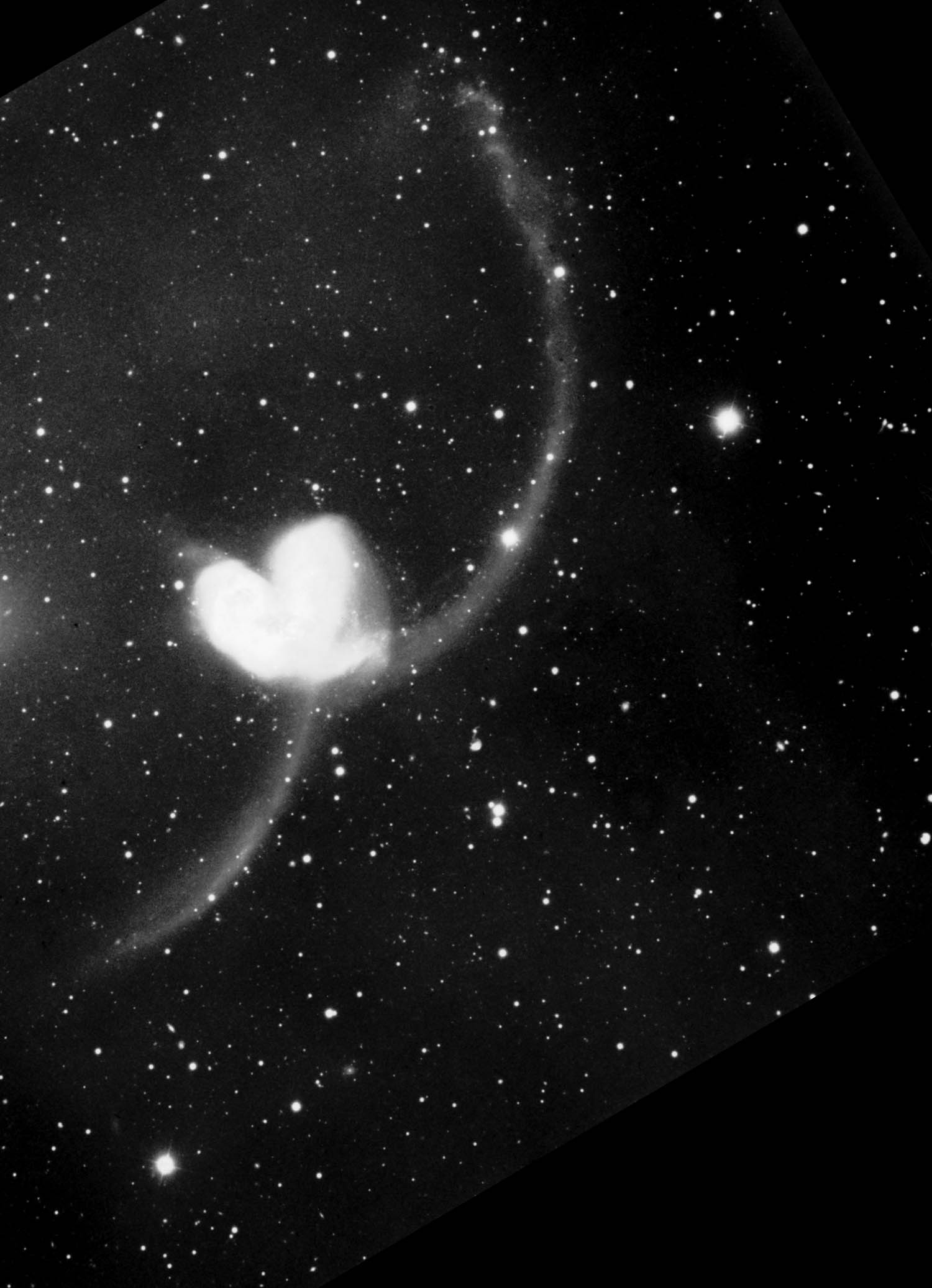
Zderzające się galaktyki NGC 4038 i NGC 4039